# André Alter
André Alter (* 20. August 1973 in Dortmund) ist ein ehemaliger deutscher Fußballtorwart.

## Sportliche Laufbahn

### Vereinskarriere
In der Bundesliga absolvierte der gebürtige Dortmunder in der Saison 1993/94 für den Absteiger SG Wattenscheid 09 die letzten zehn Saisonspiele. Er profitierte davon, dass sich die beiden anderen Torhüter Ralf Eilenberger und Udo Mai verletzt hatten. Nach seiner kurzen Karriere in der Bundesliga spielte er in der Oberliga bei der SpVg Beckum, in der Regionalliga für die SpVgg Erkenschwick und wieder in der Oberliga für Westfalia Rhynern, bevor er 2002 zum Verbandsligisten Davaria Davensberg wechselte, bei dem Alter bis 2010 spielte.

### Auswahleinsätze
Für die deutsche U-21-Nationalmannschaft absolvierte Alter ein Spiel: Bei der 0:1-Niederlage gegen Griechenland am 20. Mai 1994 wurde er in der 63. Minute für Dimo Wache eingewechselt.

## Weiterer Werdegang
2010 wurde er Co-Trainer beim FC Nordkirchen und blieb dies bis 2016. Er überlebte einen Herzinfarkt.